# Гарона
Гарона (на френски: Garonne, Гарон) е река в Североизточна Испания (автономна област Каталония) и Югозападна Франция (департаменти Горна Гарона, Тарн и Гарона, Ло и Гарона и Жиронд), вливаща се в Атлантическия океан. Дължина 647 km (32 km в Испания), площ на водосборния басейн 56 000 km².

## Етимология
Името на реката произлиза от старото име Garumna, което съдържа корена на думата скала *kʰarr – на аквитански език (предполагаем език, близък до баския) и праиндоевропейската наставка за река -unn, -onna.

## Географска характеристика

### Извор, течение, устие
Река Гарона се образува на 1218 m н.в., от сливането на 2 малки реки водещи началото си от масива Консеран (на 1800 – 2300 m н.в.), в централната част на Пиренеите, в селцето Артиес, в най-северната част на провинция Лерида, автономна област Каталония. След 32 km напуска Испания и навлиза на френска територия. В пределите на Пиренеите (до град Монрежо, департамент Горна Гарона) тече на север в тясна и дълбока долина, с голям наклон и скорост на течението. След това пресича в североизточно направление източната част на възвишението Арманяк, където долината ѝ значително се разширява, а скоростта на течението ѝ намалява. В град Тулуза Гарона рязко завива на северозапад и тече през хълмисти местности между северните разклонения на Пиренеите и югозападните хълмисти части на Централния Френски масив. След град Ажен пресича в северозападно направление централната част на Гаронската (Аквитанска) равнина, като тук тя е типична равнинна река с добре разработена широка и плитка долината, бавно и спокойно течение, изпъстрено с многобройни меандри, а ширината на коритото ѝ достига до 500 m в района на град Бордо. Влива се в източната част на Бискайския залив на Атлантическия океан, чрез дългия и широк естуар Жиронд, на 14 km северно от град Бордо (департамента Жиронд).

### Водосборен басейн, притоци
Водосборният басейн на Гарона обхваща площ от 56 000 km² и речната и мрежа е двустранно развита с по-дълги, но по-маловодни десни притоци, водещи началото си от Централния Френски масив и по-къси, но по-пълноводни леви притоци, спускащи се от Пиренеите. На запад, север и североизток водосборният басейн на Гарона граничи с водосборните басейни на реките Адур, Лер, Дордон, Лоара и други по-малки, вливащи се в Атлантическия океан, а на изток, югоизток и юг – с водосборните басейни на реките Рона, Еро, Орб, Од и Ебро, вливаща се в Средиземно море.
Гарона получава множество притоци, като 19 от тях са с дължина над 50 km, в т.ч. 10 – над 100 km:
- леви – Нест (73 km, 870 km²), Луж (100 km, 486 km²), Туш (75 km, 508 km²), Сав (148 km, 1152 km²), Жимон (136 km, 840 km²), Арас (131 km, 950 km²), Ору (62 km, 200 km²), Жер (175 km, 1227 km²), Баиз (188 km, 2910 km²), Сирон (97 km, 1500 km²);
- десни – Сала (75 km, 1570 km²), Ориз (84 km, 528 km²), Ариеж (163 km, 4135 km²), Тарн (381 km, 15 700 km²), Бартлон (61 km, 552 km²), Сеун (65 km, 463 km²), Ло (485 km, 11 254 km²), Аванс (56 km, 405 km²), Дро (132 km, 1350 km²).

### Хидроложки показатели
Река Гарона има смесено снежно-дъждовно подхранване, като оттокът на реката рязко се изменя през сезоните. Максималният отток е от март до юни в резултат от снеготопенето в Пиренеите, когато често явление са внезапните прииждания, причиняващи големи наводнения (в миналото катастрофални) и още един вторичен максимум през есента в резултат от дъждовете през този сезон. Среден годишен отток в устието около 680 m³/sec, максимален до 8000 m³/sec.

## Стопанско значение, селища
Гарона има важно транспортно, хидроенергийно и иригационно значение. В най-долното течение (до град Бордо, 15 km) е плавателна за морски съдове, а до град Тулуза – за плиткогазещи речни съдове. Цялото течение на реката до Тулуза е част от плавателната водна система на Южна Франция (включваща също успоредните на коритото ѝ Гаронски и Южен плавателни канали), съединяваща Бискайския залив със Средиземно море. В горното ѝ течение са изградени няколко малки язовира в ВЕЦ-ове за производство на електроенергия, а в долното ѝ течение, в Гаронската (Аквитанска) равнина голяма част от водите ѝ се отклоняват за напояване.
Долината на реката е гъсто заселена, като най-големите селища са градовете: Сен Годенс, Мюре и Тулуза (департамент Горна Гарона), Кастелсаразен (департамент Тарн и Гарона), Ажан и Марманд (департамент Ло и Гарона), Лангон и Бордо (департамент Жиронд).